# Vol 1525 d'Aria Air
El 24 de juliol de 2009, un Iliuixin Il-62 d'Aria Air (núm. de registre UP-I6208), s'estavellà després d'efectuar l'aterratge a l'Aeroport Internacional de Mashhad, al nord de l'Iran.
Aquesta és la segona catàstrofe aèries que viu l'Iran durant 2009, després del vol 7908 de Caspian Airlines, en el qual van morir 168 passatgers.

## Accident
A les 13:40 UTC (18:10 hora a l'Iran), l'aeronau pren terra. El procés de frenada és inútil, i després de passar-se els més de 3.900 metres de pista, se surt de la pista.
De les 162 persones, en moren 17, la majoria membres de la tripulació.

## Restes de l'aparell
El morro i les tres primeres files de seients, han quedat completament destruïts. L'avió ha quedat inutilitzable.

## Causes
L'accident fou investigat per l'Organització d'Aviació Civil Iraniana. Com a conseqüència de l'accident, el Certificat d'Operadors Aeris d'Aria Air fou suspès.
Després de les anàlisis pertinents, s'arribà a la conclusió que la causa de l'accident fou que la nau aterrà amb excés de velocitat, en comptes de fer-ho entre els 266 i els 317 km/h.